# Трапезникова, Маргарита Фёдоровна
Маргари́та Фёдоровна Трапе́зникова (20 февраля 1929 года — 7 декабря 2013 года) — советский и российский уролог, доктор медицинских наук, профессор, академик РАМН. Заслуженный деятель науки РСФСР (1988), почётный гражданин Московской области (2004).

## Биография
Родилась 20 февраля 1929 года в городе Горьком (ныне Нижний Новгород) в семье служащих. Девичья фамилия — Балахо́нова.
В школьные годы вместе с другими учениками трудилась на колхозных полях. В 1946 году окончила среднюю школу. Своё детство она позднее вспоминала так:
Детство мне выпало голодное, очень тревожное, ведь шла война, город бомбили… <…> Помню вереницу машин с беженцами из Москвы. Меня поразили ящики с продуктами, громоздившиеся над багажниками «легковушек». В память врезался фирменный ящик со сливочным маслом. Понимаете, целый ящик! Сразу подумалось — где-то украли и везут <…> Брат 17-летним мальчишкой ушел на фронт.
В 1946 году она поступила в Горьковский медицинский институт, окончил его в 1952 году, затем в течение года работала ординатором-акушером-гинекологом в городском родильном доме № 5. Именно в Горьком она познакомилась со своим будущим мужем — Николаем Николаевичем Трапезниковым, академиком РАН и РАМН.
В 1954 году в связи с переездом семьи в Москву несколько месяцев работала в родильном доме № 16 города Москвы, затем была зачислена в клиническую ординатуру при урологической клинике Московского областного научно-исследовательского клинического института имени М. Ф. Владимирского (МОНИКИ).
Учитель Трапезниковой — известный учёный и клиницист Арам Яковлевич Абрамян, она была одной из его любимых учениц.
После ординатуры продолжала работать младшим научным сотрудником, а с 1964 года — старшим научным сотрудником.
В 1975 году по Трапезникова возглавила урологическую клинику МОНИКИ (с 1991 года по совместительству работала профессором курса урологии при ФУВ МОНИКИ).
В 1958 году защитила кандидатскую диссертацию, тема — «Опухоли яичка. Клиника, диагностика и лечение», в 1969 году — диссертацию на соискание ученой степени доктора медицинских наук. На этот раз тема — «Опухоли почек. Клиника, диагностика и лечение». В 1976 году ей присвоено ученое звание профессора по специальности «урология».
В 1995 году Трапезникова была избрана членом-корреспондентом Российской академии медицинских наук, а в 2000 году — действительным членом (академиком) РАМН.
Маргарита Фёдоровна получила известность в медицинской среде как крупный учёный, чьи труды посвящены самым различным разделам урологии. В качестве руководителя отделения она вела большую лечебную и консультативную работу, параллельно с плановыми проводит показательные операции для врачей Московской области.
Вела большую научную, лечебно-консультативную, организационную работу не только в клинике, но и в Московской области, являясь главным урологом Московской области, где на базе 27 урологических отделений и мест при хирургических отделениях работают свыше 100 урологов. Большинство из них — ученики клиники, возглавляемой Трапезниковой.
Урологическая клиника под руководством М. Ф. Трапезниковой стала одной из ведущих научных школ, занимающихся разработкой методов лечения урологических заболеваний.
Под непосредственным руководством и при консультации Маргариты Фёдоровны выполнено и защищено свыше 40 кандидатских и докторских диссертаций, создана сеть специализированной урологической службы в Московской области, её ученики руководят 27 урологическими отделениями как в Московской области, так и в ближнем зарубежье; повысили свою квалификацию около 200 врачей-урологов из Московской области и прочих регионов, также из других стран (Палестина, Сирия, Гвинея, Ливан).
За авторством Трапезниковой числится более 400 научных работ, опубликованных в российских и зарубежных изданиях, в том числе 7 монографий, справочника по уроонкологии, 7 глав в учебниках и руководствах по урологии, 24 методических рекомендаций и учебных пособий, 9 изобретений, 12 рационализаторских предложений.
Являлась заместителем председателя и членом президиума правления Всероссийского научного общества урологов, председателем регионального отделения Российского общества урологов, членом редколлегии журнала «Урология», членом Международной и Европейской ассоциаций урологов.
Скончалась Маргарита Фёдоровна 7 декабря 2013 года. Свои соболезнования высказала министр здравоохранения Российской Федерации Вероника Скворцова, а также ректор Нижегородской государственной медицинской академии. Похоронена на Троекуровском кладбище вместе с мужем.

## Работы
Основные научные работы:
- «Опухоли почек: клиника, диагностика, лечение» — 1978
- «Диагностика и лечение простых кист почек» — 1997
- «Доброкачественная гиперплазия предстательной железы» — 1999
- «Избранные главы гериатрической урологии» — 2000
- «Рак предстательной железы» — 2002
- «Лечение урологических осложнений у больных с пересаженной почкой» — 2002

## Награды
- Орден Дружбы (10 декабря 2001 года) — за большой вклад в развитие здравоохранения и многолетнюю добросовестную работу[5]
- Медаль «В ознаменование 100-летия со дня рождения Владимира Ильича Ленина»
- Медаль «За доблестный труд в Великой Отечественной войне 1941-1945 гг.»[1]
- Заслуженный деятель науки РСФСР (1988)
- Почётный гражданин Московской области (17 февраля 2004 года)[6]
- другие награды